# Richard F. Whiten
Richard F. Whiten es un actor estadounidense conocido por sus papeles en La isla, Reglas de compromiso y Why Did I Get Married Too?.

## Carrera
Desde su debut en Hollywood en la cadena televisiva FOX en la serie In Living Single en 1994, Richard ha aparecido en numerosas películas.

## Filmografía

### Cine
| Cine | Cine                                    | Cine                        | Cine         |
| ---- | --------------------------------------- | --------------------------- | ------------ |
| Año  | Película                                | Papel                       | Notas        |
| 2016 | The Sat Pack                            |                             |              |
| 2015 | Wedding Thrashers                       | Will                        |              |
| 2015 | Legend of the Mantamaji                 | Caballero rojo              | Cortometraje |
| 2014 | Swelter                                 | Tony                        |              |
| 2014 | Bermudas Tentacles                      | Teniente comandante Barclay |              |
| 2013 | Thor: The Dark World                    | Kemper                      |              |
| 2013 | The Love Section                        | Cop                         |              |
| 2012 | Reply or Delete an Internet Love Affair | Jessie / Jeff Perks         |              |
| 2010 | Why Did I Get Married Too?              | Philip                      |              |
| 2009 | Family Affair                           | Sr. Raphael                 |              |
| 2007 | Grindin'                                | Big L                       |              |
| 2007 | Shadow Puppets                          | Dave                        |              |
| 2006 | Special Unit                            | Detective                   |              |
| 2005 | La isla                                 | Miembro del equipo Laurent  |              |
| 2002 | Apariencias engañosas                   | Vic Pennington              |              |
| 2000 | Reglas de compromiso                    | Jurado #2                   |              |
| 2000 | Retiring Tatiana                        | Johnson                     |              |
| 1999 | Catfish in Black Bean Sauce             | Policía de la motocicleta   |              |
| 1998 | Scorpio One                             | Davis                       |              |
| 1994 | Crooklyn                                | Vecino                      |              |

### Series de televisión
| Series de televisión | Series de televisión                            | Series de televisión                                                                 | Series de televisión |
| Año                  | Serie                                           | Papel                                                                                |                      |
| -------------------- | ----------------------------------------------- | ------------------------------------------------------------------------------------ | -------------------- |
| 2016                 | Rush Hour                                       | Mike Beaubian                                                                        |                      |
| 2016                 | Castle                                          | D.O.C. Officer                                                                       |                      |
| 2016                 | Fresh Off the Boat                              | Dr. Hokanson / Dr. Preston                                                           |                      |
| 2016                 | Flaked                                          | Mike                                                                                 |                      |
| 2016                 | Grandfathered                                   | Lloyd                                                                                |                      |
| 2015                 | Scorpion                                        | Coronel                                                                              |                      |
| 2015                 | Baby Daddy                                      | Dr. Davis                                                                            |                      |
| 2015                 | Workaholics                                     | Will                                                                                 |                      |
| 2012 - 2015          | Austin & Ally                                   | Jimmy Starr / Jimmy Star                                                             |                      |
| 2012                 | Sketchy                                         | Agente Morris                                                                        |                      |
| 2012                 | The Debt                                        |                                                                                      |                      |
| 2010 - 2012          | Dos hombres y medio                             | Sargento Preston / Agente Bryant                                                     |                      |
| 2011 - 2012          | Harry's Law                                     | Capitán Wayne Peterson                                                               |                      |
| 2009 - 2010          | Meet the Browns                                 | Dr. Troy Crane                                                                       |                      |
| 2007 - 2009          | Days of Our Lives                               | Comandante Flynn                                                                     |                      |
| 2007                 | Hotel Dulce Hotel: las Aventuras de Zack y Cody | Guardia de seguridad                                                                 |                      |
| 2007                 | The Winner                                      | David                                                                                |                      |
| 2005 - 2007          | The War at Home (La guerra en casa)             | Omar                                                                                 |                      |
| 2006                 | Siete en el paraíso                             | Manny                                                                                |                      |
| 2006                 | Stargate SG-1                                   | Bo'rel                                                                               |                      |
| 2005 - 2006          | Zoey 101                                        | Mr. Kirby                                                                            |                      |
| 2005                 | NCIS                                            | Teniente de policía Jody Hampton                                                     |                      |
| 2005                 | Joey                                            | Jack                                                                                 |                      |
| 2004                 | The Young and the Restless                      | Eddie Praether                                                                       |                      |
| 2004                 | The Division                                    | Agente de Asuntos Internos                                                           |                      |
| 2003                 | American Dreams                                 | Sargento Willis                                                                      |                      |
| 2003                 | El ala oeste de la Casa Blanca                  | Winston                                                                              |                      |
| 2003                 | JAG                                             | Juez #3 del tribunal de apelaciones de la Armada. Episodio "Lawyers, Guns and Money" |                      |
| 2003                 | In-Laws                                         | Daryl                                                                                |                      |
| 2001 - 2002          | Alias                                           | Oficial Pollard / Agente de seguridad                                                |                      |
| 2002                 | Urgencias                                       | Abogado                                                                              |                      |
| 2000                 | Moesha                                          | Oficial de policía                                                                   |                      |
| 2000                 | Arli$$                                          | Derrick                                                                              |                      |
| 1999                 | Malibu, CA                                      | Ted                                                                                  |                      |
| 1998                 | Martial Law                                     |                                                                                      |                      |
| 1998                 | Chicago Hope                                    | Bombero #1                                                                           |                      |
| 1998                 | For Your Love                                   | Locksmith                                                                            |                      |
| 1995 - 1998          | The Wayans Bros.                                | Kenny / Guardia de seguridad                                                         |                      |
| 1997                 | Sensación de vivir                              | Mánager                                                                              |                      |
| 1997                 | Brooklyn Sur                                    | Oficial                                                                              |                      |
| 1997                 | Paso a paso                                     | Árbitro                                                                              |                      |
| 1997                 | In the House                                    | Henry                                                                                |                      |
| 1996                 | Marea alta                                      |                                                                                      |                      |
| 1996                 | Baywatch Nights                                 | Guardia de seguridad                                                                 |                      |
| 1995                 | Melrose Place                                   | Oficial #1                                                                           |                      |
| 1995                 | Policías de Nueva York                          | Detective IAB                                                                        |                      |
| 1994                 | The Innocent                                    | Policía #1                                                                           |                      |
| 1994                 | Lois & Clark: The New Adventures of Superman    | Constructor                                                                          |                      |
| 1994                 | Living Single                                   | Xavier St. John                                                                      |                      |

### Videojuegos
| Videojuegos | Videojuegos | Videojuegos   | Videojuegos |
| Año         | Serie       | Papel         |             |
| ----------- | ----------- | ------------- | ----------- |
| 2002        | Nightfire   | Armitage Rook |             |

### Cortometrajes
| Cortometrajes | Cortometrajes   | Cortometrajes         | Cortometrajes |
| Año           | Serie           | Papel                 |               |
| ------------- | --------------- | --------------------- | ------------- |
| 2013          | Girl Club       |                       |               |
| 2006          | ICoda           | Guardia de policía #1 |               |
| 2001          | Go with the Fro |                       |               |